# 쓰친가오와
쓰친가오와(중국어: 斯琴高娃, 병음: Sīqín Gāowá, 1950년 1월 19일 ~ )는 중화인민공화국의 몽골족 출신 배우이다.